# Кугу-Юмо
Кугу́-Ю́мо (луговомар. Кугу Юмо; Кугу — великий, большой, Юмо — бог; горномар. Кого Йымы; также: Ош Поро Кугу Юмо — светлый, добрый, великий бог) — верховное божество марийского пантеона.

## Описание
Верхний мир (по некоторым представлениям, состоящий из семи небес) считался обителью богов, прежде всего — творца вселенной Юмо. Первоначально слово «юмо» в финских языках значило небо, и в этом смысле оно до сих пор употребляется в некоторых случаях, например, в выражениях «юмо волгалтла» (небо проясняется); юмо йӱклана (небо гремит); «юмо пылайте» (небо в облаках); в сложных словах — юмынтӱр («горизонт», букв. «край неба»), юмынлулеге, («мироздание», букв. «остов неба»). Позже оно стало обозначать верховное божество (юмынкÿй, «жертвенник», букв. «камень Юмо»), (юмынпундаш, «небо», букв. «дно Юмо»), ср. морд. Pundas < др.-инд. budhnas. Ветер — дыхание Юмо, радуга — боевой лук (юмын йоҥеж jumyn joŋež < праур. *jonks).
Юмо пребывает в своём небесном доме на золотом престоле, откуда ему видны все дела людей. У марийцев, как и у мордвы, Юмо находится за «железным забором» и за семью небесами, куда никто не может попасть. Согласно некоторым представлениям[каким?], во время грозы Юмо кидает с неба на землю камни. Считалось, что он ездит по небу на колеснице с огненными конями.

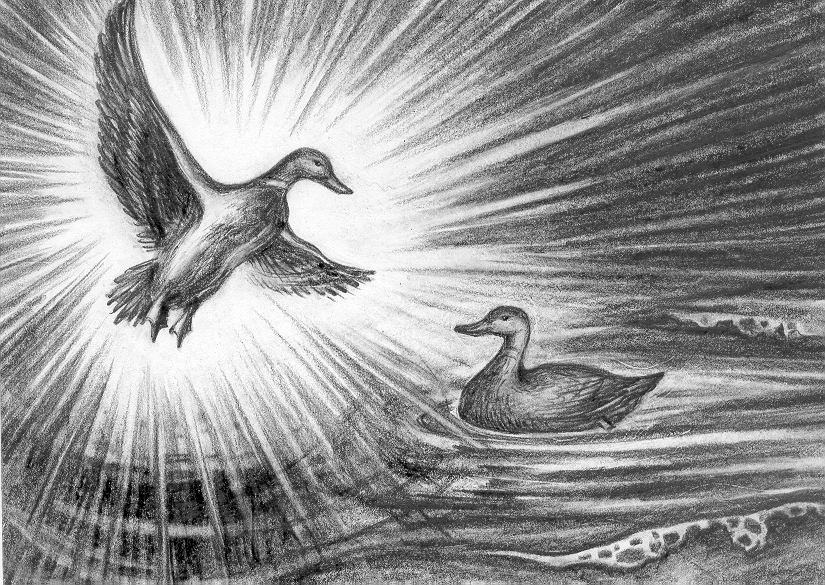
Кугу-Юмо и его брат Йын (Керемет) в образе селезней творят мир

## Мифы
В одном из мифов кузнец, никогда не бравший плату за труд, после смерти попадает к Юмо, который в награду за бескорыстие кузнеца обещает выполнить любое его желание. Кузнец просит посидеть на золотом троне Юмо, откуда ему мгновенно открываются все дурные поступки и мысли людей. Ужаснувшись увиденному, кузнец падает с трона, и Юмо возвращает его обратно на землю (ср. сходный сюжет в вост.-слав. апокрифических легендах: мужик попадает на небо, занимает божье место и видит, что делается на земле).
Согласно другим представлениям, Юмо сидит на гигантском дубе «куго тумо»
(сходный миф имеется у мордвы: верховный бог Чам-паз спит на Мировом дереве тридцать лет, пока у него не начинает болеть сустав правой ноги).

Преследуя злого духа в грозовых тучах, Юмо мечет в него камни и молнии-стрелы (nölö-pikš, букв. «стрелы с костяными наконечниками» — ср. финск. nuoli, стрела; праур. *pekše, лук). Своей золотой шапкой Юмо освещает мир, с помощью громадного молота (nöšle < праур. *nušja) выбивает искры из небесного камня, порождая добрых духов. Позднее Юмо превращается в зажиточного земледельца, имеющего богатое хозяйство и множество скота. Работая от зари до зари, он требует того же от дочери и сына.

 Некоторые объекты верхнего мира имеют непосредственное отношение к образу верховного божества: юмын шулдыр — крылья Юмо; юмын кудо — жилище Юмо; юмын тул — огонь Юмо; юмын кудо пече — ограда жилища Юмо; юмын ушкал — корова (скот) Юмо, а также спускаемые через отверстие в небе богами лӱҥгалтыш — качели. 

В марийских мифах о творении сохранились древнейшие прауральские мотивы: утка, шуэ (букв. «утка» < праф.-уг. *soδ’ka, вид утки, чаще однако лудо ludo, ср. финск. lintu, эст. lind, птица) прилетает на поверхность Мирового океана и сносит два яйца (мар. муно < праур. *muna; ср. сходный мотив, связанный с калевальской Ильматар). Из них в облике селезней вылупляются два брата — Юмо и Йын. Селезни попеременно ныряют на дно океана и достают оттуда ил: так создаётся земля. На земле Юмо творит людей и животных, наделяя их судьбой, а Йын мешает творению. За это Юмо навсегда изгоняет брата под землю и запирает в преисподней.

 В марийских сказках сохранилось упоминание о летающем озере, где живёт небесная утка (см. также типологически близкий мотив в предании об Изиме, Акпарсе). 

Согласно другому варианту основного космогонического мифа, Юмо велит младшему брату Керемету (Йыну) в облике селезня достать со дня немного земли, после чего одним дуновением выравнивает земную поверхность, создав ровную сушу. Керемет, однако, утаивает часть земли в клюве, затем выплёвывает её и нагромождает горы. Далее Юмо творит человека и поднимается на небо за душой для него, оставляя сторожем собаку, не имеющую шкуры. Керемет напускает мороз, соблазняет собаку шкурой и оплёвывает человека. Возвратившись, бог проклинает собаку, а человека выворачивает наизнанку, и тот становится подверженным всевозможным болезням и греху из-за оплёванных Кереметом внутренностей.

 В популярном варианте мифа о порче первоначального идеального мира кривизна рек, деревьев, дорог объясняется проклятием короткопалого ежа, который, спеша на совет к Юмо, споткнулся на пороге так, что вызвал смех остальных животных.
Большинство антропогонических мифов мари являются пересказами библейских преданий, которые, по всей видимости, наслоились на собственно дуалистические легенды мари, содержавшие объяснение возникновения тех или иных особенностей развития человека: неумение детей ходить до трёх лет, отсутствие роговой оболочки по всему телу, необходимость носить одежду и постоянно менять её, наличие у мужчин растительности на лице и т. д. Осколком древних, дохристианских воззрений может быть признан довольно популярный в фольклоре мари мотив превращения ослушавшихся воли Юмо людей в горелые пни (ср. мордовский миф о сотворении человека из пня, карельскую руну о Вяйнямёйнене, плавающем в виде коряги в водах первичного океана).
В позднейшей мифологии Юмо мыслится как глава мирового пантеона, распределяющий языки и веру среди различных народов. 

Согласно одной легенде, Керемет задержал старейшину мари Бедоя, когда тот шёл на совет к Юмо. За это Юмо заставил мари поклоняться Керемету.

 В квазиисторической традиции представлен миф о контактах Юмо с различными территориальными группами мари. Когда-то Юмо спустился к московским мари, но те не смогли сделать для него большого жертвоприношения. Через триста лет Юмо спустился к казанским мари, но те тоже отказались от большого жертвоприношения. Тогда Юмо обратился к жрецу, старику Выльипу, который устроил богу достойное угощение. Однако старик поспешил убрать жертвенные котлы, и в наказание за это Юмо лишил мари свободы. К последнему мифу близко примыкает предание о якобы вытканной на холсте марийской священной книге, которую съела корова, вероятно — как в соответствующем удмуртском мифе — посланная верховным богом в наказание людям за то, что они стали забывать молитвы, понадеявшись на сделанные когда-то записи.

## Культ
Как у верховного небесного бога, у Юмо было множество эпитетов: "Волгыдо юмо" (бог света), "Илыш юмо" (бог жизни), "Пылвылвал юмо", "Тÿня юмо" (бог вселенной, букв. "бог поверх облаков", мар. "выл", «на» < праф.-уг. *wülä, верхний) "Ош Поро Кугу юмо" ("белый добрый великий бог" от мар. "ош", «белый» < праур. *ačka), Тӱҥ юмо (главный бог), "Тошто юмо" (старый бог). Юмо ежегодно жертвовали гнедого или белого (по некоторым данным, красного) коня. В священной роще Юмо посвящали самое восточное или соседнее с ним дерево (как правило, дуб или липу). Как главе пантеона, Юмо приносили главные и самые обильные жертвы. Его имя фигурировало во всех молитвах богам, но иногда, чтобы не беспокоить Юмо, обращались к его помощникам.

## История
Установлено[кем?], что образ Юмо возник как небесный «кугыжа», своего рода отображение в небесной иерархии земного «кугыжи». Кугыжой марийцы именовали своих верховных правителей, а после вхождения марийских земель в состав России — и русских царей. Каждый мариец хотя бы раз в жизни обязан был принести Юмо большую жертву — лошадь или корову. Термин «Юмо» родственен другим именам верховных божеств финно-угроязычных народов — Юмала (у финнов), Юмбел (у лопарей), Юмоу (у вепсов) и так далее.
Сохранилось описание поклонения Кугу-Юмо, происходившее перед битвой марийцев и войск Ивана Грозного (1553). Тогда марийцы в священной роще (кӱсото) приносили в жертву жеребцов, быков, домашнюю птицу. Марийские жрецы (карты) призывали богов на помощь малмыжскому князю Болтушу, а молитвы читались под перебор нескольких десятков кӱсле (гуслей).

## Семья
Согласно И. Г. Георги (1799), остальные боги являются детьми или родственниками Юмо — Кугу Юмо и Юмын ава. Мысль о наличии у мари более или менее разработанного пантеона, боги которого бы образовывали целые семейные круги, не раз подвергалась сомнению (например Г. Я. Яковлевым, Р. Г. Ахметьяновым и др.), однако она наталкивается на сопротивление материала[прояснить]. Источники — как письменные, так и фольклорные —
сообщают о существовании у богов матерей и братьев, причём не только родных, но и двоюродных (как, например, у Юмо), жён, детей, внуков (С. К. Кузнецов). Кроме того, подобное строение пантеона характерно для мифологий близкородственных народов — мордвы и обских угров.